# Leerstoel vaderlandse geschiedenis
De leerstoel vaderlandse geschiedenis aan de Universiteit Leiden is het geschiedkundige professoraat met het hoogste prestige in Nederland.
In 1860 kwam deze leerstoel tot stand dankzij de zeer vaderlandslievende Leidse hoogleraar Matthias de Vries.
De bedoeling van dit hoogleraarsambt was (en is) om de liefde voor de Nederlandse geschiedenis te bevorderen.
De eerste en tevens de bekendste die deze leerstoel bekleedde was de vermaarde historicus Robert Fruin. Na Fruin hebben diverse andere belangrijke geschiedkundigen de leerstoel bezet. In 2005 werd de in Groningen geschoolde Henk te Velde benoemd tot hoogleraar vaderlandse geschiedenis, waarmee hij werd erkend als de belangrijkste geschiedkundige van zijn generatie.
De historici die deze leerstoel hebben bezet zijn:

- Robert Fruin, 1860-1894
- Petrus Johannes Blok, 1894-1925
- Herman Theodoor Colenbrander, 1925-1940
- Adolf Johann Cord Rüter, 1946-1961
- Ivo Schöffer, 1961-1987
- Jan Bank, 1988-2005
- Henk te Velde, vanaf augustus 2005

In 1988 stond de bekende historicus Arie van Deursen van de Amsterdamse Vrije Universiteit, specialist op het terrein van het zeventiende-eeuwse Nederland, als eerste op de keuzelijst. Omdat het onderwijs geven voor hem veel tijd vergde, en omdat aan de Universiteit Leiden de nadruk lag op de negentiende en twintigste eeuw zag Van Deursen af van zijn benoeming, en werd Jan Bank gekozen.